# Radio Boomerang
Radio Boomerang, est une station de radio régionale française, indépendante et associative, créée en 1981 à Roubaix et qui diffuse ses programmes sur la bande FM dans le Nord et le Pas-de-Calais, notamment.

## Historique
La radio est créée par le collectif de l'association roubaisienne de l'audiovisuel et de l'expression libre (ARAVEL). Elle commence à émettre le 13 juillet 1981 sur Roubaix et ses environs. Quelques années plus tard, sa zone de couverture s'étend dans tout le Nord et le Pas-de-Calais.

## Programmes
Les activités générales de la radio sont assurées quotidiennement par une quarantaine de bénévoles et salariés. La radio diffuse quotidiennement des informations de proximité sur les activités et manifestations associatives, régionales et culturelles en réalisant des émissions en direct comme sur le « Fivestival », « Festival Wazemmes l'Accordéon » de Lille , la « Journée Coup de Pouce » avec la collaboration de la Ville de Roubaix. La radio organise aussi des actions éducatives et pédagogiques destinés aux établissements scolaires et socioculturels pour sensibiliser le jeune public à un autre univers radiophonique.
Les reportages sur l'actualité régionale sont réalisés en collaboration avec la Fédération régionale des Radios associatives du Nord de la France et le Conseil régional du Nord-Pas-de-Calais. Pour l'actualité nationale et internationale, la radio diffuse des bulletins d'information de Radio France internationale (RFI). 
Les programmes musicaux sont variés, de la chanson française en passant par le rock, hip-hop et les musiques du monde, tous styles confondus. La radio invite souvent à ses émissions des artistes, même inconnus, régionaux et d'ailleurs.

## Diffusion
Radio Boomerang émet en bande FM sur la fréquence 89,70 MHz, diffusant ses programmes dans le Nord et Pas-de-Calais dans un rayon de 40 km autour de Roubaix, donc notamment à Lille. Sa diffusion déborde de l'autre côté de la frontière ouest de Belgique, comme dans certaines villes et leurs environs frontaliers de la France, Tournai, Mouscron dans la province du Hainaut et Courtrai, Avelgem, Renaix et Oudenaarde situées dans la région flamande. Radio Boomerang est aussi disponible sur la plupart des postes de radio Internet en streaming, offrant aussi de nombreux podcasts gratuits.

## Sources
- Site officiel de Radio Boomerang
- Décision n° 2008-931 du 21 octobre 2008, autorisant la diffusion de Radio Boomerang en bande FM (Document Service public de la diffusion du droit)
- Elise Racque, Radio Boomerang, la Roubaisienne libre d’esprit et de ton, Télérama, 14 août 2018.